# Kupojarowo
Kupojarowo (ros. Купоярово, baszk. Ҡупаяр) – wieś (ros. деревня, trb. dieriewnia) w Baszkirii w rejonie dawlekanowskim należąca do szestajewskiego sielsowietu. 1 stycznia 2009 r. wieś zamieszkiwało 12 osób, z których 90% stanowili Rosjanie.